# A glorious day
A glorious day is een compositie van Albert Roussel. Het is een van de weinige werken die hij schreef voor harmonieorkest. Hij schreef het op verzoek van de American Bandmaster Association voor de Goldman Band, die dan ook de eerste uitvoering verzorgde en wel in New York op 19 juni 1933. De muziek voor harmoniemuziek werd destijds nog niet erg serieus genomen, dus het werk moest lang wachten voordat het werd opgenomen. Er zijn twee versies van het werk, een Europese met saxhoorns en een Amerikaanse zonder saxhoorns.
Percy Grainger schreef voor datzelfde orkest Lincolnshire Posy.